# Magdalena Bonet Fàbregues
Magdalena Bonet Fàbregues (Palma de Mallorca, 1854 - siglo XX) fue una política republicana española y una artista relacionada con el republicanismo, el feminismo y los movimientos obreros.

## Trayectoria
Bonet Fàbregues nació en el seno de una familia de republicanos federales, su padre era artesano y su madre hija de tejedores. En 1870, ya hay constancia de su actividad ya que con 16 años hacía mítines y publicaba escritos en la prensa republicana. Era una gran lectora y de sus escritos se deduce que tenía al menos estudios primarios.
Su papel de ser el martillo femenino del fanatismo religioso se enfatizó en la prensa republicana y atravesó el mar. Fue alabada como ejemplo de mujer librepensadora y de luchadora por el matrimonio civil para diferentes periódicos republicanos peninsulares. Militó entre el republicanismo federal y un socialismo utópico que incluía la emancipación de las mujeres.
En 1883, Bonet Fàbregues fue la presidenta de la junta organizadora del Congreso Feminista de Mallorca, ligado a la Unión Obrera Balear, cuyo objetivo era mejorar el futuro de la mujer mediante la educación y lrechazaba los prejuicios que impedían a las mujeres usar la tribuna pública.
La iniciativa de las feministas mallorquinas levantó una ola de solidaridad por todo España y varias asociaciones de mujeres y hombres librepensadores prometieron la asistencia al Congreso y enviaron colaboraciones periodísticas. Esto alarmó a los conservadores confesionales mallorquines. La campaña de desprestigio contra las organizadoras del Congreso por parte de influyentes sectores católicos obligó a suspenderlo. A partir del 1904, muertos su marido y su padre, se pierde absolutamente el rastro de Bonet Fàbregues y de sus hijos. Seguramente se trasladaron a vivir fuera de Mallorca.